# Igreja Presbiteriana Reformada da América do Norte
A Igreja Presbiteriana Reformada da América do Norte (IPRAN), em inglês Reformed Presbyterian Church of North America, é uma denominação presbiteriana e reformada, formada nos Estados Unidos em 1738, por imigrantes escoceses e irlandeses, que vieram para a América devidou oposição à Monarquia Inglesa.

## História
Depois da Guerra Civil Inglesa, muitos puritanos que se opunham à Monarquia Inglesa foram perseguidos no Reino Unido e optaram pela migração para a América.
Em 1738 foi formada a primeira congregação da Igreja Presbiteriana Reformada na América do Norte, a partir de imigrantes escoceses e irlandeses. Todavia, o primeiro presbitério foi formalmente organizado em 1774.
Na época, os membros da denominação estavam concentrados principalmente no leste da Pensilvânia e norte da Carolina do Sul, mas pequenos grupos de presbiterianos reformados existiam em Massachusetts, Connecticut, Nova York, oeste da Pensilvânia, Carolina do Norte e Geórgia.
Durante a Revolução Americana, a maioria dos presbiterianos reformados lutou pela independência dos Estados Unidos, esperando implantar no Novo Mundo algo semelhante à Comunidade da Inglaterra. Todavia, após a adoção da Constituição dos Estados Unidos, que estabeleceu um estado laico, a denominação se opôs a organização do Estado e incentivou seus membros a não exercerem seus direitos cívicos, como voto e serviço de júri. Para garantir a não participação dos membros nestes atividades, os tribunais da igreja disciplinaram os membros que exerciam tais direitos cívicos.
Devido a estes padrões rígidos, a denominação sofreu conflitos internos que levaram a diversas dissidências.
Em 1782, quase toda a denominação se fundiu com outro grupo presbiteriano (conhecidos em inglês como Seceders) para formar a atual Igreja Presbiteriana Reformada Associada (EUA). O grupo defendia que a nova situação política, de independência dos Estados Unidos, tornava desnecessária a continuidade da divisão anterior dos presbiterianos nas Ilhas Britânicas.
Os poucos membros restantes da IPRAN, que se recusaram a aderir à fusão, foram reorganizados em um presbitério em 1798.
Em 1833, a igreja se dividiu ao meio, formando os sínodos da Nova Luz e da Velha Luz. Os membros da facção da Nova Luz formaram a Igreja Presbiteriana Reformada - Sínodo Geral e defenderam o exercício dos direitos políticos. Esta denominação fundiu-se em 1965 com a Igreja Presbiteriana Evangélica (dissidente da Igreja Presbiteriana Bíblica) para formar a Igreja Presbiteriana Reformada - Sínodo Evangélico, que em 1982 foi absorvida pela Igreja Presbiteriana na América.
Os membros da facção chamada de "Velha Luz" deu continuidade a IPRAN separadamente.
Em 1880, a denominação passou a apoiar o abolicionismo e proibiu que seus membros tivessem escravos. No mesmo ano, a denominação proibiu a ingestão de bebidas alcoólicas entre seus membros.
Posteriormente, teve crescimento constante, espalhando congregação pelos Estados Unidos e pelo Canadá. Em 2016, era formada por 7.076 membros, em 86 igrejas.

## Doutrina
A denominação subscreve a Confissão de Fé de Westminster de 1646, sem revisões. Em vez de adotar versões revisadas da Confissão, como tem sido feito por outras igrejas presbiterianas na América do Norte, a IPRAN mantém o texto original, mas declara objeções à alguns pontos da Confissão, impressas juntamente com a sua versão da Confissão.
Originalmente, os presbiterianos reformados recusavam-se a votar, ocupar cargos governamentais, servir em júris ou fazer qualquer juramento de lealdade ao governo dos Estados Unidos ou do Canadá ou a qualquer governo estadual/provincial. Todavia, a partir de 1969, a posição da denominação foi atenuada neste sentido, permitindo que seus membros votassem e concorressem a cargos. 
Entre 2001 e 2005, Bob Lyon, membro da denominação, foi eleito senador do Kansas.
A denominação também é conhecida pela prática da Salmodia exclusiva e proibir o uso de instrumentos musicais nos cultos. 
Originalmente, a denominação só permitia que seus membros participassem da Ceia do Senhor. Todavia, a partir do estabelecimento de relações com outras denominações reformadas, passou a permitir que membros de outras denominações consideradas crentes na Bíblia pudessem participar.
Embora tenha proibido a ingestão de álcool por muitas décadas, a denominação não mais proíbe a ingestão de bebida alcoólica.
No seu 190° Sínodo, em 2021, a IPRAN definiu que a crença da existência literal de Adão e Eva como primeiros humanos é ponto fundamental da sua doutrina, condenado o Evolucionismo teísta.

## Demografia
E 1940, a denominação tinha 6.315 membros. Até 1952, a denominação passou por um declínio, chegando a 5.174 membros. Posteriormente, após um período de crescimento, a denominação entrou em novo declínio em 1954. Em 1981, chegou ao seu mínimo histórico de 4.836 membros. Desde então a denominação voltou a crescer e atingiu 6.799 membros em 2010.
Em 2016 a denominação relatou ter 7.076 membros, em 89 igrejas e congregações.
Em 2020, a denominação relatou ter 7.436 membros, em 105 igrejas e congregações.
Em 2021, a denominação estimou seu número membros em 7.581, em 107 igrejas e congregações

## Relações intereclesiástias
A denominação faz parte Aliança Global Presbiteriana Reformada, pela qual possui intercomunhão com a Igreja Presbiteriana Reformada da Escócia, Igreja Presbiteriana Reformada da Irlanda e Igreja Presbiteriana Reformada da Austrália.
Além disso, é membro do Conselho Norte Americano Presbiteriano e Reformado e da Conferência Internacional das Igrejas Reformadas.

## Missões
A denominação é conhecida pelo seu trabalho missionário. A partir da plantação de igrejas e recepção de igrejas em outros países, são fruto direto de missões da IPRAN a Igreja Presbiteriana Reformada no Chile e a Igreja Presbiteriana Reformada Nacional da Bolívia. Além disso, a IPRAN tem um presbitério no Japão, que ainda não se tornou uma denominação independente.